# Chiryū-juku

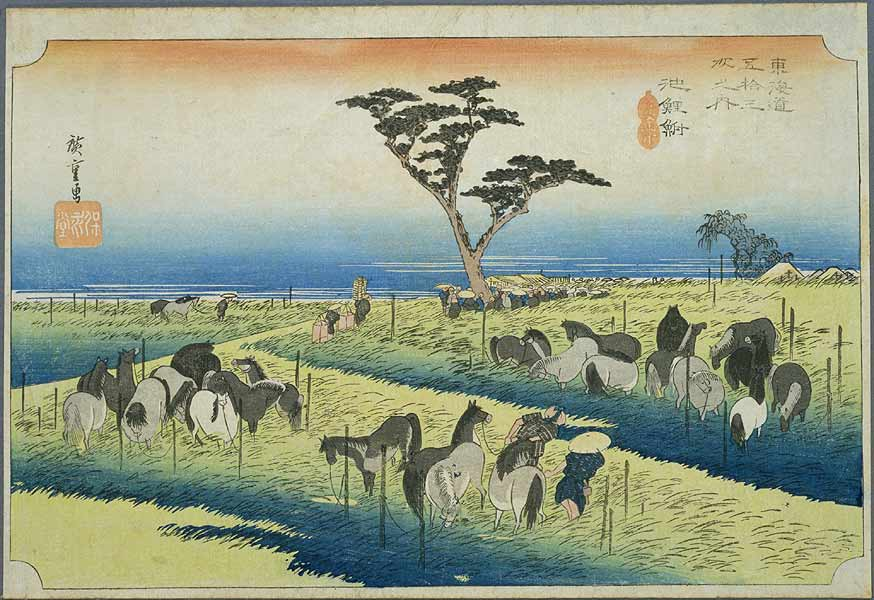
Stacja w latach 30. XIX wieku, Hiroshige Andō

Chiryū-juku (jap. 池鯉鮒宿 Chiryū-juku) – trzydziesta dziewiąta z 53 stacji szlaku Tōkaidō, położona obecnie w mieście Chiryū, w prefekturze Aichi w Japonii.